# Seabiscuit
Seabiscuit (1933. május 23. – 1947. május 17.) Amerika egyik legjobb és legismertebb galopplova volt.

## Származása
Apja a kiváló tehetségű és gyönyörű Hard Tack, anyja egy foltos kanca, Swing On. Apai nagyapja a híres Man O' War.

## Életpályája
Seabiscuit 1933. május 23-án született. A Kentucky állambeli Claiborne farmon nevelkedett, tulajdonosa Gladys Mills Phipps volt. Versenylóként nehezen indult a pályája, annak ellenére, hogy  kiváló edzője volt  James Edward ("Sunny Jim") Fitzsimmons személyében. Pályája kezdetén gyakran végzett a vert mezőnyben. Kitűnő származása ellenére eladófutamokon indították, de senkinek sem kellett.
1936. június 29-én nagy fordulópont következett az életében: A bostoni Suffolk Downsban Charles Howard megvásárolta Seabiscuitet, és Tom Smith gondjaira bízta.
Bár győzelmi aránya mintegy 40 % körül mozgott és 9 alkalommal kancacsikó verte meg, 1940-re kiemelkedő hírnevet szerzett magának az amerikai közönség előtt. Állítólag maga Roosevelt elnök  is egy alkalommal azért halasztotta el az egyik kormányülést, hogy megnézhesse Seabiscuit versenyzését.

## Eredményei, rekordjai
Hat év alatt, amíg Charles S. Howard volt a tulajdonosa, 33 versenyt nyert, 8 pályán, 6 különböző távon összesen 13 pályacsúcsot állított fel. Megdöntötte a világrekordot a legrövidebb sprinttávon, fél mérföldön (804 méter), ötnyolcad mérföldes (2615 méter) távon is pályacsúcsot állított fel. A történelem legkiválóbb galopplovai közül sokan csődöt mondtak 128 fontos (58 kg) vagy annál nagyobb terhelés alatt; Seabiscuit két pályacsúcsot állított fel 133 fonttal (60,3 kg) a hátán, és még 4-et 130-cal (58,9 kg), pedig ellenfelei sokkal kisebb terhelést kaptak.

## Kapcsolódó szócikk
- Vágta – 2003-ban bemutatott film, mely Seabiscuit történetét dolgozza fel